# مهرجان جورج تاون
مهرجان جورج تاون هو مهرجان ثقافي سنوي يعقد في مدينة جورج تاون في بينانق في ماليزيا. يقام المهرجان الفني الذي يستمر لمدة شهر في شهر أغسطس في جميع أنحاء المدينة. افتتح المهرجان في عام 2010، وقد تم اعتماده في البداية للاحتفال بإدراج مدينة جورج تاون كموقع للتراث العالمي لليونسكو. ومنذ ذلك الحين تحول إلى «حدث فني آسيوي كبير»، حيث جذب حوالي 250.000 زائر في عام 2015.

## التاريخ
في عام 2009 أقامت «جورج تاون وورلد هيريتدج إنكوربوريتد» وهي وكالة حكومية مكلفة بمراقبة وترويج تراث المدينة، مهرجانًا لمدة يوم واحد لإحياء ذكرى النواة التاريخية لجورج تاون كموقع للتراث العالمي لليونسكو في العام السابق أي عام 2008. شجعها نجاح هذا الحدث، حيث تم تمديد المهرجان لفترة أطول واستقرت مدة المهرجان لشهر في عام 2010. تم تكليف جو سايدك وهو فنان ماليزي معروف لإدارة المهرجان.
على الرغم من القيود المحكومة على الميزانية، فقد تم عقد الحدث الافتتاحي بنجاح خلال شهر يوليو عام 2010. تم تنظيم مهرجان الفن سنويًا منذ ذلك الحين، مع إقامة الفعاليات من خلال استخدام هندسة تراث المدينة كأماكن أداء. اجتذبت نسخة عام 2014 ما عدده 218.355 زائرًا، هذا الرقم ارتفع إلى 250.000 في العام التالي.

## برنامج المهرجان

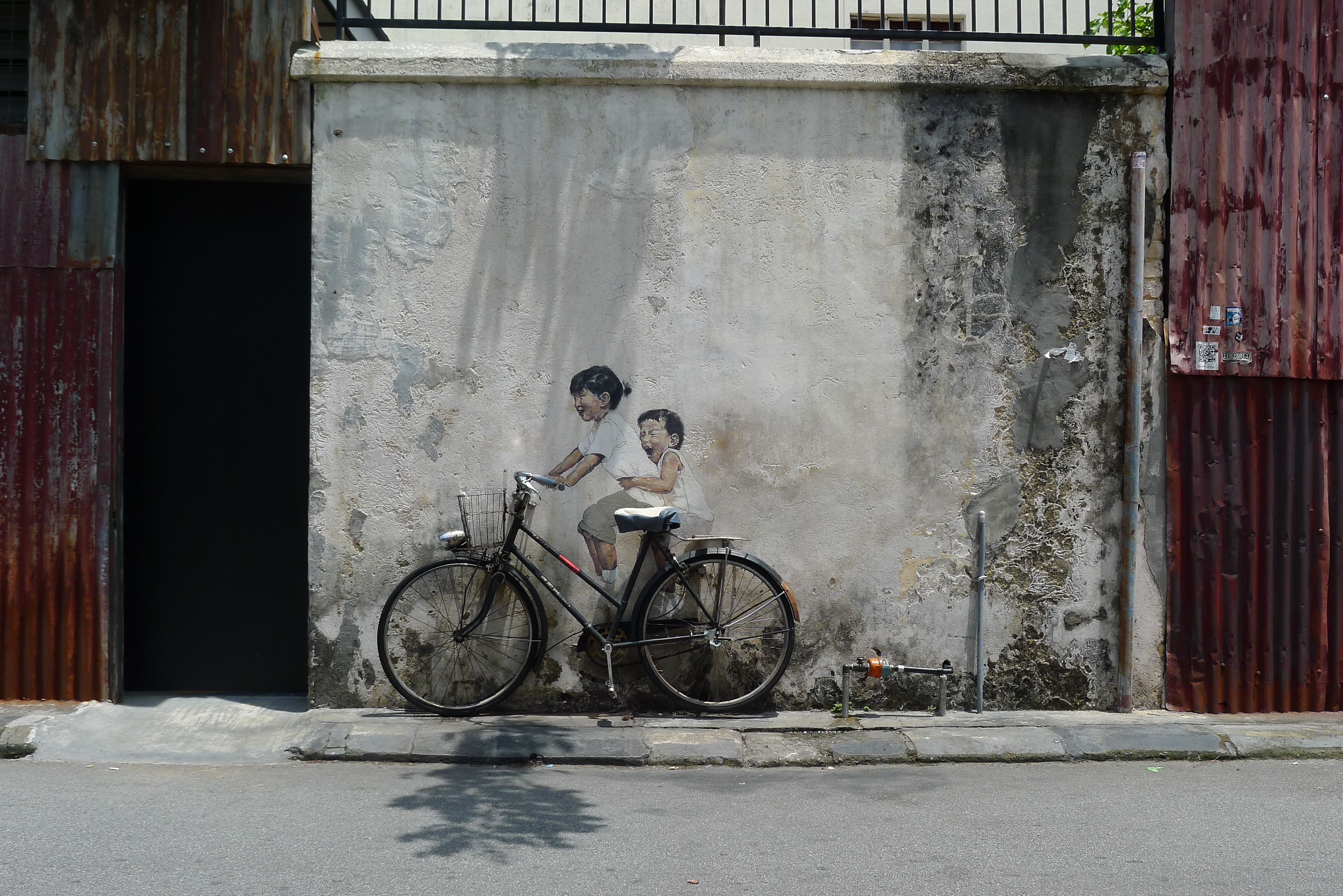
لوحة جدارية تمثل طفلان على دراجة كانت سائدة في نسخة 2012

يقام مهرجان جورج تاون للاحتفال بالفنون والثقافة والتراث المحلي والمحافظة عليه. أدرج في المهرجان الأداء الفني، بما في ذلك الرقص والموسيقى والمسرح، فضلا عن معارض التصوير والتراث.
على الرغم من أن المهرجان الفني الذي يستمر لمدة شهر عادة ما يكون مطعمًا بالأعمال الدولية، إلا أن غالبية الأعمال ذات أصل فني وثقافي محلي.. بالإضافة إلى ذلك أصبح المهرجان الفني بمثابة قناة يتم فيها الترويج للفنون الثقافية الإقليمية، على سبيل المثال تضمنت نسخة 2014 العديد من الأعمال من قبل فنانين سنغافوريين يسلطون الضوء على الثقافة المشتركة بين مُدن مستعمرات المضيق، بينما في عام 2017 بدأ المهرجان بمجموعة من العروض الموسيقية من جميع أنحاء جنوب شرق آسيا.

## وصلات خارجية
- الموقع الرسمي للمهرجان